# الفصام والتدخين
تظهر الدراسات في 20 بلدا وجود ارتباط قوي بين الفصام والتدخين، حيث الناس الذين يعانون من الفصام أكثر عرضة للتدخين من أولئك الذين ليس لديهم المرض. على سبيل المثال، في الولايات المتحدة، 80٪ أو أكثر من الأشخاص الذين يعانون من الفصام يدخنون، مقارنة مع 20٪ من عامة السكان في عام 2006.
على الرغم من أنه من الثابت أن التدخين هو أكثر انتشارا بين الأشخاص المصابين بالفصام من عامة السكان وكذلك أولئك الذين يعانون من تشخيصات نفسية أخرى، الا انه لا يوجد حاليا تفسير نهائي لهذا الاختلاف. وقد اقترح العديد من التفسيرات الاجتماعية والنفسية والبيولوجية، ولكن اليوم تركز البحوث على علم الأعصاب.
إن ارتفاع معدلات التدخين بين المصابين بالفصام له عدد من الآثار الخطيرة، بما في ذلك زيادة معدلات الوفيات، وزيادة خطر الإصابة بأمراض القلب والأوعية الدموية، وانخفاض فعالية العلاج. وقد بينت الدراسات أيضا أن وجود اضطراب طيف الفصام لدى الذكور، يجعل المريض معرضا لخطر استخدام التبغ الزائد. ونتيجة لذلك، يعتقد الباحثون أنه من المهم لمهنيي الصحة النفسية مكافحة التدخين بين المصابين بالفصام.

## الأسباب
تم اقتراح عدد من النظريات لشرح معدلات التدخين المتزايدة بين المصابين بالفصام.

### نظريات نفسية واجتماعية
اقترحت عدة تفسيرات نفسية واجتماعية. واستندت على أقرب تفسيرات نظرية التحليل النفسي.
اقترحت الفرضية الاجتماعية الاقتصادية / البيئية أن التدخين يؤدي إلى أن العديد من المصابين بالفصام عاطلون عن العمل وغير نشطين، لذا فإن التدخين يخفف من الملل. وقد وجدت الأبحاث أن هذا التفسير وحده لا يمكن أن يمثل كمية المدخنين بين الناس المصابين بالفصام.
ركزت الفرضية الشخصية على الارتباط بين التدخين ومستوى أعلى من العصبية والقلق. اقترحت هذه الفرضية أن القلق كعرض للفصام قد يساهم في التدخين.
تقول الفرضية النفسية أن المدخنين يستخدمون النيكوتين في معالجة حالتهم النفسية استجابة للظروف البيئية المختلفة، مثل الحد من التوتر وإدارة المشاعر السلبية. تشير البحوث التي أجريت على هذه الفرضية إلى أن المصابين بالفصام غالبا ما لا يستطيعون التعامل مع المشاكل بطرق بناءة، لذا فإن استخدام التدخين كأداة نفسية قد يؤدي إلى حلقة مفرغة من التدخين أكثر فأكثر. 
تقول فرضية العلاج الذاتي إن الأشخاص المصابين بالفصام يستخدمون النيكوتين للتعويض عن العجز المعرفي الناجم عن الفصام، والأدوية المضادة للذهان المستخدمة لعلاج الفصام، أو كليهما. 
تقترح فرضية التأثيرات المعرفية أن النيكوتين له آثار إيجابية على الإدراك، لذلك يستخدم التدخين لتحسين الخلل العصبي المعرفي. 
في هذه الفرضيات، أحد العوامل المتورطة في كثير من الأحيان هو آثار المأسسة والملل. ومع ذلك، فإن الأشخاص المصابين بداء الفصام يدخنون بمعدلات أعلى وللفترات الأطول من المجموعات الأخرى التي تعاني من إضفاء الطابع المؤسسي والملل على حد سواء.
عامل آخر متورط في كثير من الأحيان هو الآثار الجانبية للأدوية المضادة للذهان. قد تعمل مضادات الذهان غير التقليدية ضد الإقلاع عن التدخين، وأعراض الإقلاع عن التدخين مثل المزاج العصبي، والتململ العقلي، وزيادة الشهية مع الآثار الجانبية لمضادات الذهان غير التقليدية. ويرى البعض أيضا أن التدخين يعمل على تقليل الآثار الجانبية لمضادات الذهان. ومع ذلك، لا تظهر البحوث أي ارتباط بين التدخين واستخدام مضادات الذهان بعد السيطرة على مرض الفصام.
عامل آخر متكرر في كثير من الأحيان هو زيادة حدة العقل المرتبطة بالتدخين، وهي شئ مهم بسبب التململ العقلي الذي وجد مع مرور الوقت في الفصام. ومع ذلك، فإن كل من المصابين بالفصام وعموم السكان يعانون من هذا التأثير، لذلك لا يمكن أن يفسر تماما زيادة التدخين في الأشخاص المصابين بالفصام.

#### انتقادات
أحد الانتقادات الرئيسية للتفسيرات الاجتماعية والنفسية للتدخين في الفصام هو أن معظم الدراسات قد فشلت في تضمين وجهات النظر الشخصية للمرضى الذين يعانون من مرض الفصام. وتظهر الدراسات، بما في ذلك وجهات النظر الشخصية، أن الأشخاص المصابين بالفصام عادة ما يبدأون التدخين لنفس الأسباب مثل عامة السكان، بما في ذلك الضغوط الاجتماعية والعوامل الثقافية والاجتماعية والاقتصادية. ويذكر الأشخاص الذين يعانون من مرض الفصام الذين يدخنون حاليا أسبابا مشابهة للتدخين كأناس لا يعانون من الفصام، ولا سيما الاسترخاء، وقوة العادة، وتسوية الأعصاب. ومع ذلك، 28٪ استشهدوا بالقضايا النفسية، بما في ذلك الاستجابة للهلوسة السمعية والحد من الآثار الجانبية للدواء. الموضوعات الرئيسية التي وجدت في الدراسات من وجهات النظر الشخصية هي العادة والروتين، والتنشئة الاجتماعية، والاسترخاء، والإدمان على النيكوتين. ويقال إن التدخين يوفر البنيه والنشاط، وكلاهما قد يفتقر إلى حياة أولئك الذين يعانون من مرض عقلي خطير. 
يستند انتقاد رئيسي آخر إلى النتيجة التي مفادها أن الارتباط بين التدخين والفصام يكون قويا في جميع الثقافات. وتعني هذه النتيجة أن الجمعية ليست اجتماعية أو ثقافية فحسب، بل لديها عنصر بيولوجي قوي. 

### نظريات بيولوجية
تركز النظرية الحالية على دور الدوبامين في الفصام، وخاصة كيف يمكن أن تكون الأعراض السلبية مثل الانسحاب الاجتماعي واللامبالاة ناجمة عن نقص الدوبامين في قشرة الفص الجبهي في حين أن الأعراض الإيجابية مثل الأوهام والهلوسة قد تكون ناجمة عن الدوبامين الزائد في المسار المتوسط. ويزيد النيكوتين من إطلاق الدوبامين، لذلك يفترض أن التدخين يساعد على تصحيح نقص الدوبامين في قشرة الفص الجبهي وبالتالي يخفف من الأعراض السلبية. 
مع ذلك، فمن غير الواضح كيف يتفاعل النيكوتين مع الأعراض الإيجابية، لأن ذلك سيتبع من هذه النظرية أن النيكوتين سيؤدي إلى تفاقم الدوبامين الزائد في المسار المتوسط، وبالتالي الأعراض الإيجابية أيضا. نظرية واحدة تقول أن الآثار المفيدة للنيكوتين على الأعراض السلبية تفوق احتمال تفاقم الأعراض الإيجابية. وهناك نظرية أخرى تقوم على نماذج حيوانية تبين أن استخدام النيكوتين المزمن يؤدي في النهاية إلى انخفاض في الدوبامين، مما يخفف من الأعراض الإيجابية. ومع ذلك، تظهر الدراسات البشرية نتائج متضاربة، بما في ذلك بعض الدراسات التي تبين أن المدخنين الذين يعانون من الفصام لديهم الأعراض الأكثر إيجابية وخفض الأعراض السلبية. 
ثمة مجال آخر للبحث هو دور المستقبلات النيكوتينية في الفصام والتدخين. وتظهر الدراسات أعدادا متزايدة من المستقبلات النيكوتينية المكشوفة، مما يمكن أن يفسر أمراض كل من التدخين والفصام. ومع ذلك، يرى آخرون أن الزيادة في المستقبلات النيكوتينية هي نتيجة للتدخين المستمر المستمر، بدلا من الفصام. 
ثمة مصدر آخر للجدل هو العلاقة بين التدخين والابتزاز الحسي في الفصام. النيكوتين قد يساعد على تحسين التباعد السمعي، والقدرة على فرز خارج الأصوات البيئية تدخلا. وهذا قد يساعد على تحسين فترات الاهتمام والحد من الهلوسة السمعية، مما يسمح للأشخاص الذين يعانون من الفصام إلى إدراك البيئة بشكل أكثر فعالية والانخراط في وظائف المحرك أكثر سلاسة. ومع ذلك، تظهر الأبحاث أن هذا التأثير وحده لا يمكن أن يسبب زيادة معدلات التدخين. 

## الآثار
زيادة التدخين بين المصابين بالفصام له عدد من التأثيرات على هؤلاء السكان. وتتمثل إحدى النتائج الموثقة توثيقا جيدا في زيادة الوفيات المبكرة بين المصابين بالفصام. متوسط المتوقع بين المصابين بالفصام هو عموما 80-85% من عامة السكان، والذي ينتج عنه أسباب غير طبيعية مثل الانتحار ولكن أيضا أسباب طبيعية مثل أمراض القلب والأوعية الدموية، التي التدخين هو مساهم مهم. الأشخاص الذين يعانون من الفصام لديهم نسبة أعلى من الأمراض التدخين، مع وفيات أمراض القلب أكثر احتمالا بنسبة 30% وأمراض الجهاز التنفسي الوفيات 60% أكثر احتمالا. 2/3 من الناس المصابين بالفصام يموتون من مرض القلب التاجي، مقابل أقل من 1/2 من عامة السكان. يزداد خطر الإصابة بأمراض القلب التاجية بشكل ملحوظ لدى المصابين بالفصام، وكذلك السكري وارتفاع ضغط الدم.
على الرغم من أن التدخين قد يساعد على تخفيف أعراض الفصام، والتدخين أيضا يصد آثار الأدوية المضادة للذهان. التدخين يؤدي إلى استقلاب أسرع من مضادات الذهان، مما يؤدي إلى جعل المدخنين يدخنون بجرعات أعلى. الدراسات غير واضحة حول ما إذا كانت التغيرات في التدخين ناجمة عن التغيرات في الأعراض، والآثار الجانبية للدواء، أو الآثار الأولية للدواء. 
إلى جانب الآثار البيولوجية، فإن التدخين له تأثير اجتماعي عميق على المصابين بالفصام. ويتمثل أحد التأثيرات الرئيسية في التمويل، حيث وجد أن المصابين بالفصام ينفقون كمية غير متناسبة من دخلهم على السجائر. ووجدت دراسة للأشخاص المصابين بالفصام في مجال المساعدة العامة إنهم قد أنفقوا مبلغا وسطيا قدره 142 دولارا شهريا على السجائر من دخل شهري وسطي للمساعدة قدره 596 دولارا، أي حوالي 27.36 في المائة. ويرى البعض أن هذا يؤدي إلى مزيد من الآثار الاجتماعية حيث أن الأشخاص المصابين بالفصام لا يستطيعون بعد ذلك إنفاق المال على وسائل الترفيه والمناسبات الاجتماعية التي من شأنها أن تعزز الرفاهية، أو قد تكون غير قادرة على تحمل تكاليف السكن أو التغذية. 

## دور صناعة التبغ
على الرغم من أن العلاقة بين التدخين والفصام راسخة، فإن العامل الذي ينبغي النظر فيه في هذه العلاقة هو دور صناعة التبغ. وتبين البحوث المستندة إلى وثائق الصناعة الداخلية جهدا متضافرا من جانب الصناعة لتعزيز الاعتقاد بأن المصابين بالفصام بحاجة إلى التدخين وأنه من الخطورة عليهم الإقلاع عن التدخين. ويشمل هذا الترويج رصد أو دعم البحوث التي أيدت فكرة أن الأشخاص المصابين بالفصام محصنون بشكل فريد من العواقب الصحية للتدخين (حيث ثبت ذلك كاذبة) وأن التبغ ضروري للأشخاص المصابين بالفصام من أجل التداوي الذاتي. كما قدمت الصناعة السجائر إلى أجنحة المستشفيات ودعمت الجهود الرامية إلى منع حظر التدخين في المستشفيات. وعلى الرغم من أن هذا لا يضعف من آثار النيكوتين في الفصام، إلا أنه يقال إن جهود صناعة التبغ أدت إلى تباطؤ الانخفاض في انتشار التدخين لدى المصابين بالفصام، فضلا عن وضع سياسات سريرية لتعزيز الإقلاع عن التدخين.

## الآثار السريرية
بالنظر إلى الأدلة المتضاربة حول أضرار وفوائد التدخين، لا يزال الجدل قائما بشأن ما ينبغي أن تكون عليه الاستجابة السريرية للتدخين لدى المصابين بالفصام. تاريخيا، تجاهل مقدموا الصحة النفسية التدخين في الفصام، استنادا إلى الأساس المنطقي الذي يقضي بأن المرضى الذين يعانون من مرض عقلي خطير يعانون بالفعل من ضغط وإعاقة كبيرين، ومن ثم ينبغي السماح لهم بالانخراط في التدخين كنشاط مرهف على الرغم من أنه مدمر. وهناك أيضا سابقة تاريخية لمقدمي الرعاية النفسية، خاصة في أوضاع المرضى، لاستخدام السجائر كوسيلة للتلاعب بسلوك المريض، مثل مكافأة السلوك الجيد مع السجائر أو حجب السجائر لتشجيع الامتثال للأدوية. ومع ذلك، فإن البحوث التي تبين أن القضاء حتى عامل خطر واحد للمرض يمكن أن يظهر تحسن بشكل كبير على المدى الطويل أدى إلى وجهة النظر السائدة بين الأطباء الذين يعارضون التدخين.
على الرغم من أن الإقلاع عن التدخين هو الآن هدف الأطباء النفسيين، إلا أن هناك نقص في البحوث التجريبية التي تبين استراتيجيات ناجحة لتحقيق هذا الهدف. ومع ذلك، فقد أظهرت جميع الدراسات انخفاضا في التدخين، وإن لم يكن بالضرورة القضاء عليها. وقد تبين أن الأدلة تدعم استخدام البوبروبيون ومعالجة النيكوتين بالإعاضة ومضادات الذهان غير النمطية والعلاج المعرفي السلوكي. وينظر إلى نتائج أفضل عندما يتم استخدام اثنين أو أكثر من استراتيجيات الإقلاع عن التدخين، وكذلك للمرضى الذين يستخدمون مضادات الذهان غير النمطية بدلا من مضادات الذهان النمطية. كما لا يوجد أي دليل على زيادة الأعراض الإيجابية أو الآثار الجانبية بعد الإقلاع عن التدخين، في حين يوجد دليل على انخفاض في الأعراض السلبية.
إلى جانب الإقلاع عن التدخين، فإن انتشار التدخين بين الأشخاص المصابين بالفصام يدعو أيضا إلى اتخاذ تدابير إضافية في التقييم الذي يجريه مقدمو الصحة النفسية. يجادل الباحثون بأن مقدمي الرعاية يجب أن يدرجوا تقييم استخدام التبغ في الممارسة السريرية اليومية، فضلا عن التقييمات المستمرة لصحة القلب والأوعية الدموية من خلال تدابير مثل ضغط الدم وتشخيصات مثل تخطيط كهربائية القلب. بالإضافة إلى ذلك، هناك مخاوف أخلاقية وعملية حول إذا ما كانت مرافق الرعاية الصحية تحظر التدخين دون توفير بدائل، خاصة وأن الانسحاب يمكن أن يغيّر من مظهر الأعراض والاستجابة للعلاج وقد يخلط بين الأعراض أو حتى يؤدي إلى تفاقمها. كما ينبغي على الأطباء أن يكونوا على بينة من العواقب التي يمكن أن تنتج عن نقص السجائر، مثل العدوان والبغاء، والاتجار، والتعطيل العام. تشير هذه النتائج إلى أن مقدمي الخدمات قد يحتاجون إلى مساعدة المرضى على الحصول على السجائر و/أو مراقبة الاستخدام، رغم أن هذا قد يؤدي إلى مخاوف أخلاقية أيضا.
الأدوية التجريبية التي تحاكي مستقبلات الأسيتيل كولين النيكوتيني ألفا 7 التي يستهدفها النيكوتين مثل GTS-21 لها أهمية في علاج الفصام.